# بياندرونو
بياندرونو هي بلدة وكومونة ( بلدية ) تقع في مقاطعة فاريزي ، في منطقة لومباردي في شمال إيطاليا.